# Dominik Auliczek

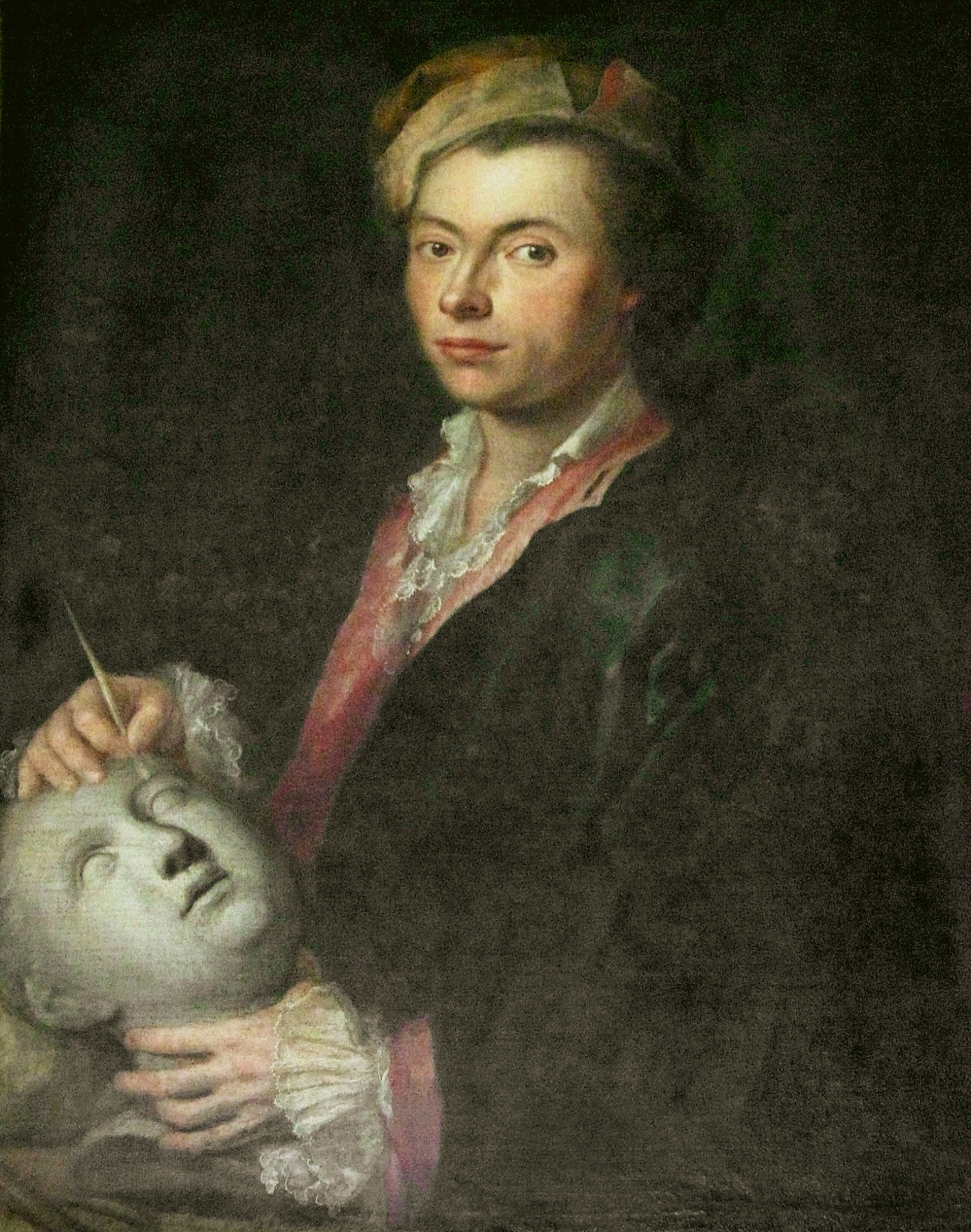
Joseph Weiß: Dominikus Auliczek, Ölgemälde, um 1770

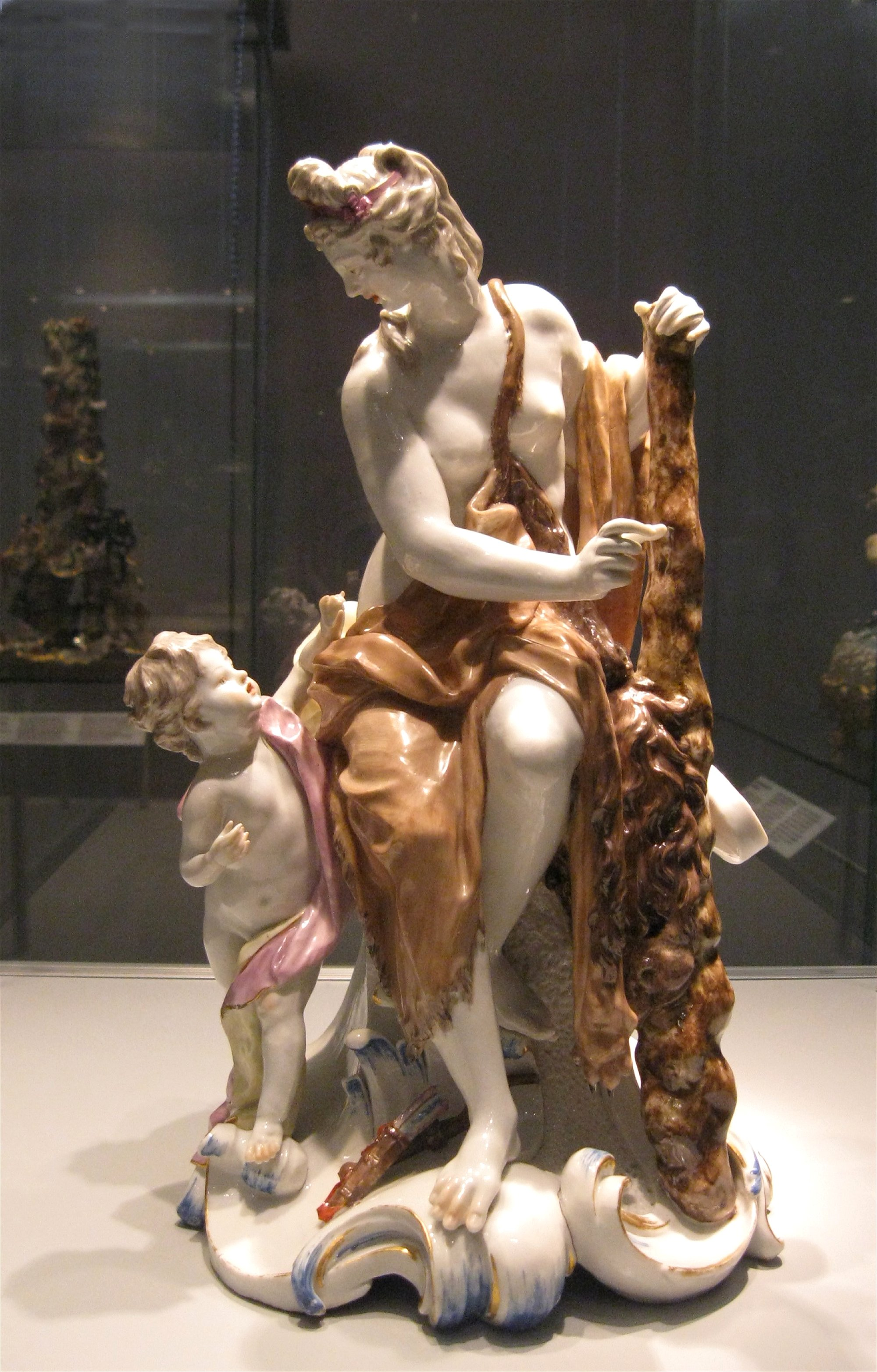
Omphale, um 1770, Porzellanmanufaktur Nymphenburg, im Bayerischen Nationalmuseum

Dominik Auliczek (* 1. August 1734 in Polička; † 15. April 1804 in Nymphenburg, heute zu München) war ein Bildhauer böhmischer Herkunft. Er war Inspektor der  Nymphenburger Porzellanmanufaktur, Hofbildhauer und schuf Statuen für den Nymphenburger Park.

## Leben
Auliczek lernte bei  Franz Patzak in Litomyšl Bildhauerei. Seine weitere Ausbildung erhielt er in Wien bei Johann Georg Leitner. Anschließend reiste er nach Paris (1754) und London (1755/56). Es folgte ein sechsjähriger Aufenthalt an der Päpstlichen Akademie der Künste in Rom. Hier machte Auliczek die Bekanntschaft des Architekten Gaetano Chiaveri. Papst Clemens XIII. zeichnete ihn mit dem Künstlerorden vom Goldenen Sporn aus.
Im Jahr 1762 ließ sich Auliczek in München nieder. Er trat hier 1765 die Nachfolge von Franz Anton Bustelli als Modellmeister in der Nymphenburger Porzellanmanufaktur an. 1773 wurde er Inspektor der Manufaktur und blieb es bis 1797. Bereits seit 1772 trug er den Titel des Hofbildhauers unter Max III. Joseph. 1787 wurde er Hofkammerrat.

## Werk

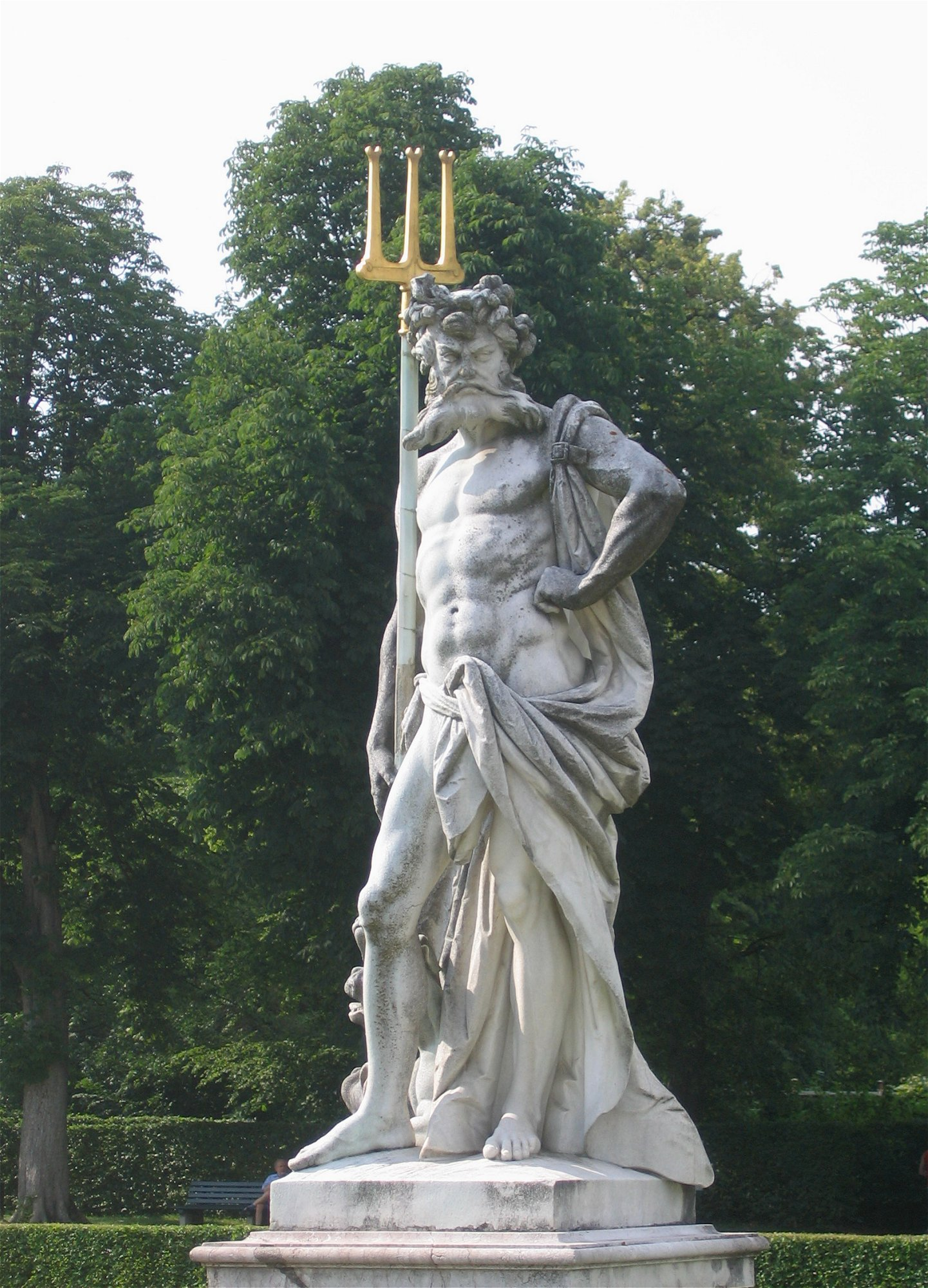
Pluto von Dominik Auliczek im Gartenparterre des Nymphenburger Parks

Das künstlerische Schaffen Auliczeks hatte seinen Schwerpunkt im Entwurf mythologischer Figuren, plastischen Tierdarstellungen und Porträtmedaillons in Porzellan. Über seine Arbeit als Oberbossierer in der Manufaktur hinaus wurden seine Gartenskulpturen im Nymphenburger Park bekannt, so die 1777/78 entstandenen Figuren der Proserpina mit Szepter und der Eule Askalaphos und der ihres Gemahls Pluto mit dem dreiköpfigen Höllenhund Zerberus, ferner die Standbilder der Juno mit einem Pfau und des Jupiter mit einem auf einem Felsen sitzenden Adler, beide von 1791/92. Sie zählen zu dem von Roman Anton Boos und Giovanni Marchiori geschaffenen Teil des Bildprogramms des Nymphenburger Parks.
Auliczek legte für die Porzellanmanufaktur Nymphenburg beim sogenannten Perl-Service erstmals in Europa bei der Gestaltung ein Zwölfeck zugrunde. Die Kanten akzentuierte er mit einer plastischen Perlenschnur. Das Geschirr weist dabei die klare Formensprache des Louis-seize auf. In Blau und Gold ausstaffiertem Dekor, im Spiegel bzw. der Wandung mit Landschaften versehen, war dieses Service als "Bayerisches Königsservice" bis Anfang des 20. Jahrhunderts ausschließlich dem Hause Wittelsbach vorbehalten.  